# Agra, Kansas
Agra là một thành phố thuộc quận Phillips, tiểu bang Kansas, Hoa Kỳ. Năm 2010, dân số của xã này là 267 người.

## Dân số
Dân số các năm:
- Năm 2000: 306 người
- Năm 2010: 267 người